# カーボベルデの鉄道
カーボベルデの鉄道では、カーボベルデにおける鉄道について記す。2015年現在、鉄道は運行されていない。

## 鉄道史
かつてはサル島の塩湖からペドラ・ルメ港およびサンタ・マリア桟橋に塩運搬用の鉄道が敷かれていた。今はどちらも廃止されている。

## 隣接国との鉄道接続状況
島国で隣接国なし。